# Christos Frantzeskakis
Christos Frantzeskakis (griechisch Χρήστος Φραντζεσκάκης; * 26. April 2000 in Chania) ist ein griechischer Leichtathlet, der sich auf den Hammerwurf spezialisiert hat.

## Sportliche Laufbahn
Erste internationale Erfahrungen sammelte Christos Frantzeskakis im Jahr 2017, als er bei den U20-Europameisterschaften in Grosseto ohne einen gültigen Versuch in der Qualifikation ausschied, wie auch bei den U20-Weltmeisterschaften im Jahr darauf in Tampere, zu denen er als Weltjahresbester angefahren war. 2019 gewann er bei den U20-Europameisterschaften im schwedischen Borås mit 84,22 m die Silbermedaille mit dem 6-kg-Hammer und stellte damit einen neuen U20-Landesrekord auf. Zudem qualifizierte er sich in der Erwachsenenklasse für die Weltmeisterschaften in Doha, bei denen er mit 72,96 m aber nicht das Finale erreichte. Außerdem siegte er in diesem Jahr mit 76,67 m bei den Balkan-Meisterschaften in Prawez. 2020 siegte er mit 75,34 m beim P-T-S Meeting sowie mit 75,92 m beim Kladno hází a Kladenské memoriály. Im Jahr darauf siegte er mit 74,44 m beim Venizelia und gewann anschließend mit 72,74 m die Silbermedaille bei den Balkan-Meisterschaften in Smederevo. Daraufhin sicherte er sich auch bei den U23-Europameisterschaften in Tallinn mit 75,23 m die Silbermedaille hinter dem Ukrainer Mychajlo Kochan und nahm dann an den Olympischen Spielen in Tokio teil, verpasste dort aber mit 72,19 m den Finaleinzug. 
2022 siegte er mit 75,75 m bei der Venizelia und im Juli belegte er bei den Weltmeisterschaften in Eugene mit 77,04 m im Finale den neunten Platz. Daraufhin gelangte er bei den Europameisterschaften in München mit 78,20 m auf Rang sechs. Im Jahr darauf siegte er mit 74,62 m bei den Balkan-Meisterschaften in Kraljevo und schied anschließend bei den Weltmeisterschaften in Budapest mit 74,05 m in der Qualifikationsrunde aus. 2024 verpasste er bei den Europameisterschaften in Rom mit 73,11 m den Finaleinzug. Anschließend gelangte er bei den Olympischen Sommerspielen im Finale auf den zwölften Platz.
In den Jahren von 2020 bis 2022 und 2024 wurde Frantzeskakis griechischer Meister im Hammerwurf.